# Panopa
Genre
Panopa est un genre de sauriens de la famille des Scincidae.

## Répartition
Les espèces de ce genre se rencontrent au Venezuela et au Brésil.

## Liste des espèces
Selon The Reptile Database (1 novembre 2012) :
- Panopa carvalhoi (Reboucas & Vanzolini, 1990)
- Panopa croizati (Horton, 1973)

## Étymologie
Le nom spécifique Panopa vient du grec pan, entier, et de lopas, plaque plane, en référence à l'unique écaille fronto-pariétale des espèces de ce genre.

## Publication originale
- Hedges & Conn, 2012 : A new skink fauna from Caribbean islands (Squamata, Mabuyidae, Mabuyinae). Zootaxa, no 3288, p. 1–244 (texte intégral).